# Mortes em março de 2010
Mortes em 2010: ← Janeiro – Fevereiro – Março – Abril – Maio – Junho – Julho – Agosto – Setembro – Outubro – Novembro – Dezembro →
A lista a seguir relaciona pessoas notáveis que morreram em março de 2010:

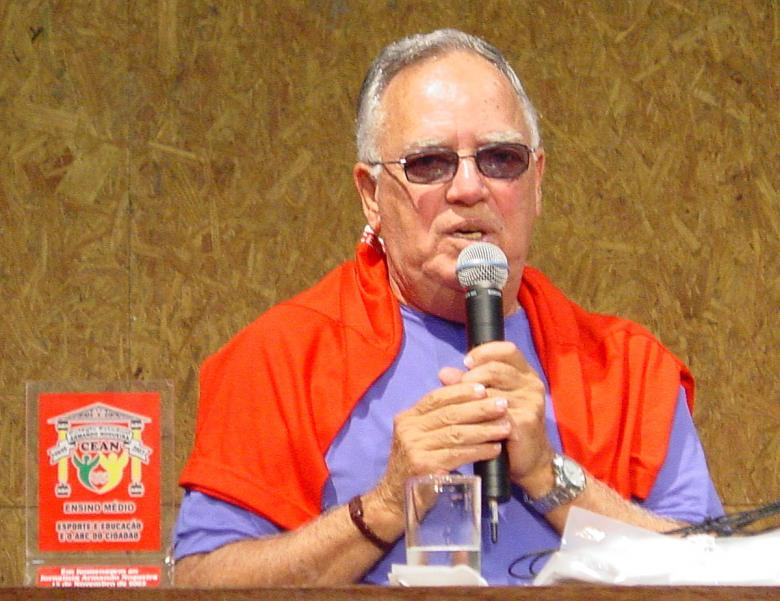
Armando Nogueira, jornalista brasileiro

Johnny Alf, músico brasileiro

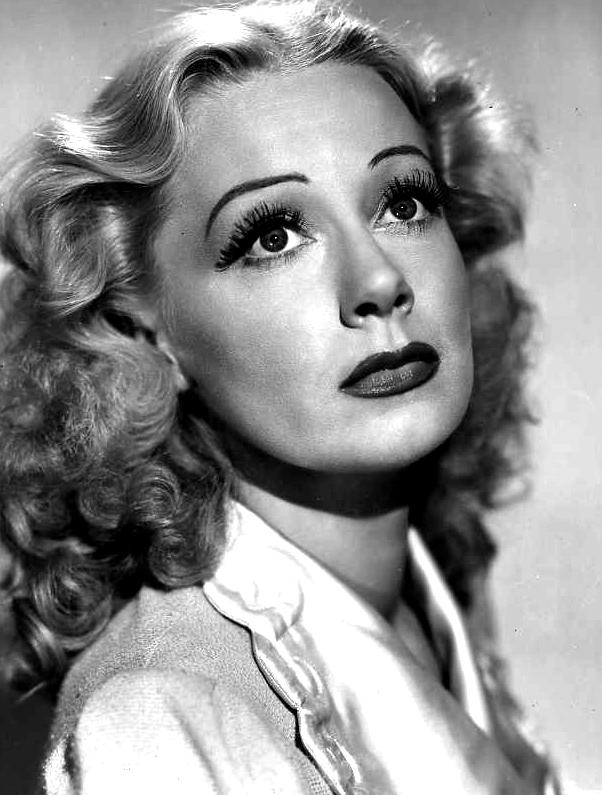
June Havoc, atriz estadunidense

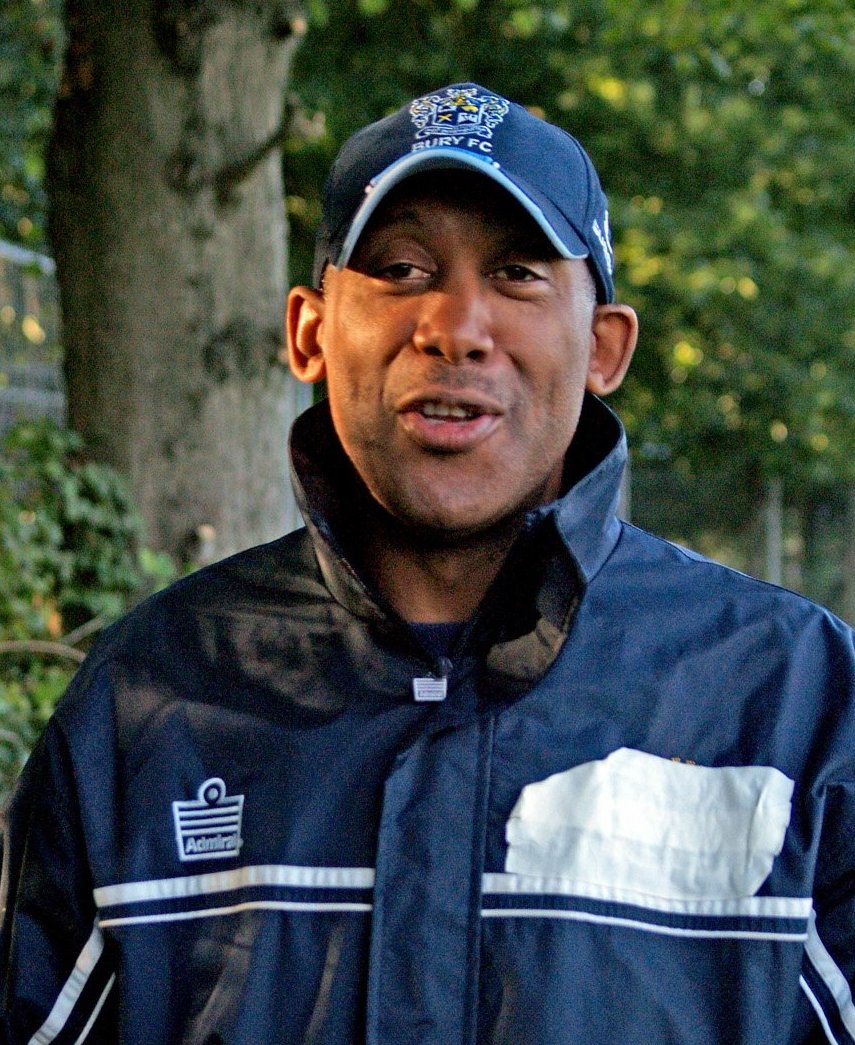
Keith Alexander, futebolista inglês

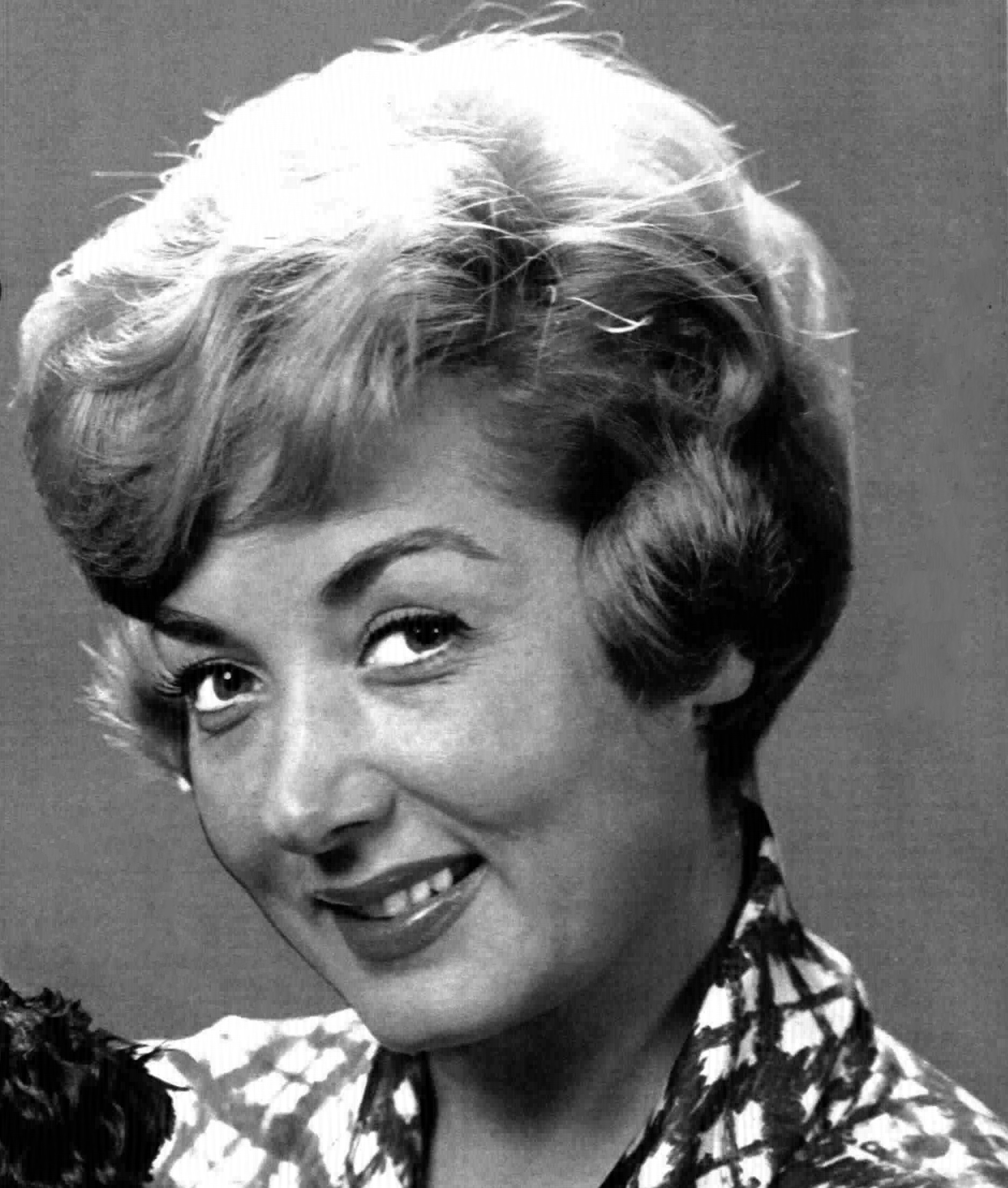
Lauretta Masiero, atriz italiana

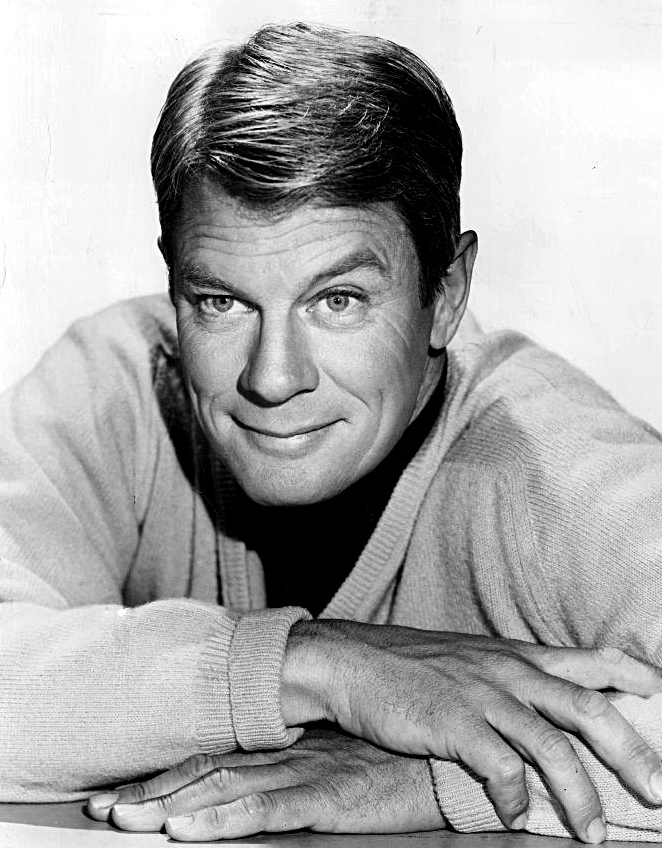
Peter Graves, ator estadunidense

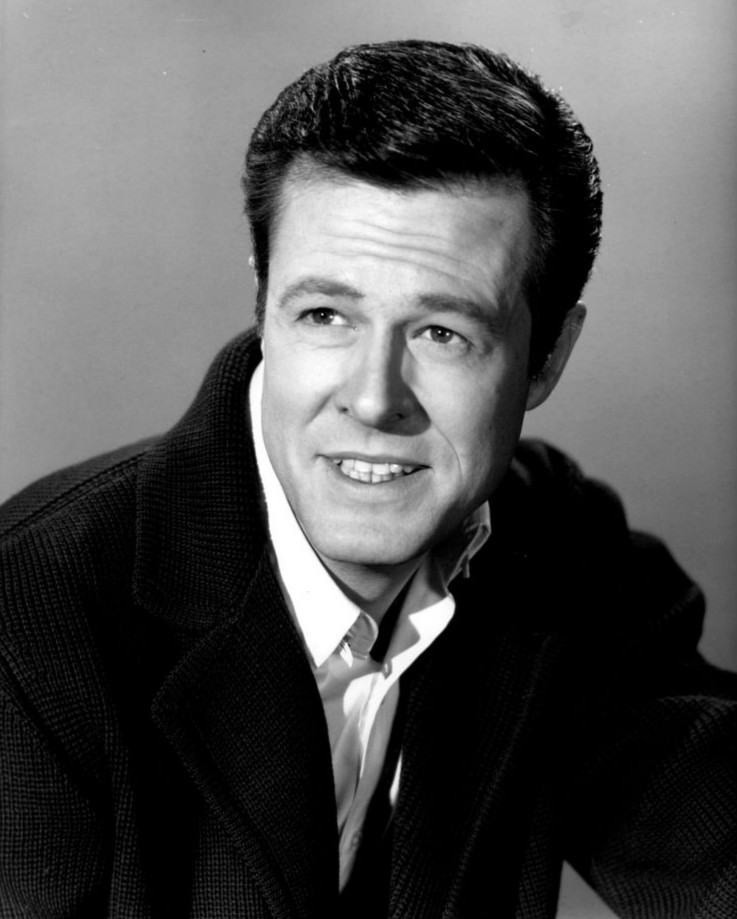
Robert Culp, ator estadunidense

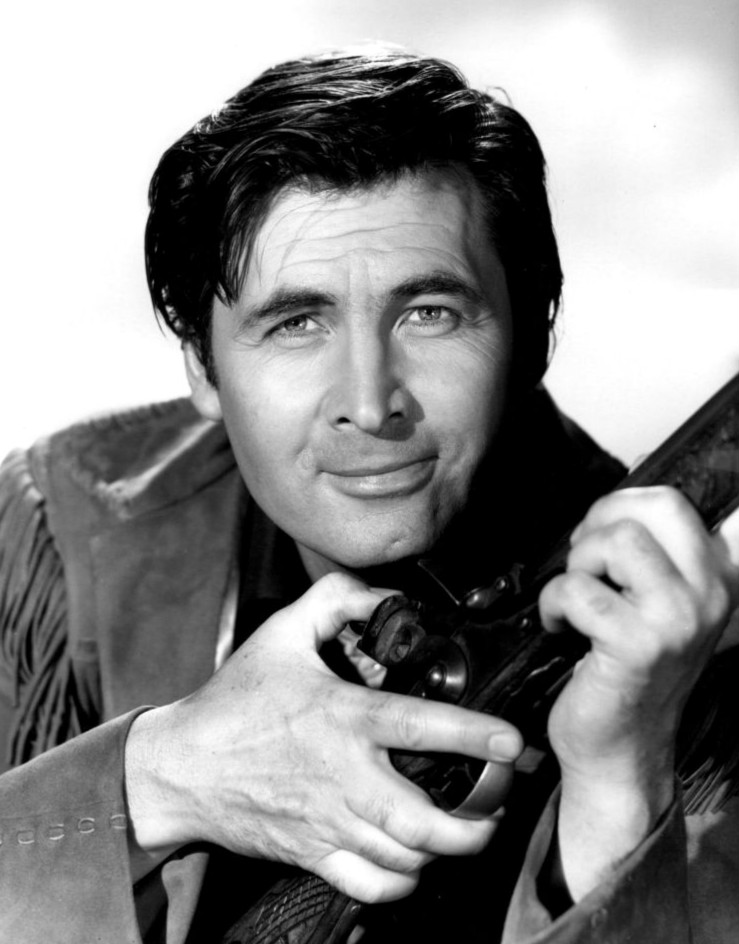
Fess Parker, ator estadunidense.

| Dia | Nome                     | Profissão ou motivo de reconhecimento | Nacionalidade  | Ano de nasc. | Ref           |
| --- | ------------------------ | ------------------------------------- | -------------- | ------------ | ------------- |
| 1   | Barry Hannah             | Escritor                              | Estados Unidos | 1942         | [ 1 ]         |
| 1   | Clifton Forbes           | Atleta                                | Jamaica        | 1946         | [ 2 ]         |
| 1   | Kristian Digby           | Apresentador de TV                    | Inglaterra     | 1977         | [ 3 ]         |
| 1   | Paul Kim Ok-kyun         | Bispo                                 | Coreia do Sul  | 1925         | [ 4 ]         |
| 1   | Pierre Monneret          | Motociclista                          | França         | 1931         | [ 5 ]         |
| 1   | Perry Brooks             | Jogador de futebol americano          | Estados Unidos | 1954         | [ 6 ]         |
| 1   | Slavko Fras              | Jornalista                            | Eslovênia      | 1928         | [ 7 ]         |
| 1   | Tatjana Dmitrieva        | Política e médica                     | Rússia         | 1951         | [ 8 ]         |
| 1   | Vladimir Ilyushin        | Aviador                               | Rússia         | 1927         | [ 9 ]         |
| 2   | Paul Drayton             | Atleta                                | Estados Unidos | 1939         | [ 10 ]        |
| 2   | Winston Churchill        | Político                              | Inglaterra     | 1940         | [ 11 ]        |
| 3   | Joaquim Fiúza            | Velejador                             | Portugal       | 1908         | [ 12 ]        |
| 3   | Keith Alexander          | Futebolista                           | Inglaterra     | 1956         | [ 13 ] [ 14 ] |
| 4   | Johnny Alf               | Músico                                | Brasil         | 1929         | [ 15 ]        |
| 4   | Luzía Dueso              | Escritora                             | Espanha        | 1930         | [ 16 ]        |
| 4   | Nan Martin               | Atriz                                 | Estados Unidos | 1927         | [ 17 ]        |
| 4   | Raimund Abraham          | Arquiteto                             | Áustria        | 1933         | [ 18 ]        |
| 4   | Vladislav Ardzinba       | Político                              | Rússia         | 1945         | [ 19 ]        |
| 5   | Philip Langridge         | Cantor                                | Inglaterra     | 1939         | [ 20 ]        |
| 5   | Richard Stapley          | Ator                                  | Inglaterra     | 1923         | [ 21 ]        |
| 5   | Samuel Eldersveld        | Cientista político                    | Estados Unidos | 1917         | [ 22 ]        |
| 6   | Bruce Graham             | Arquiteto                             | Estados Unidos | 1925         | [ 23 ]        |
| 6   | Endurance Idahor         | Futebolista                           | Nigéria        | 1984         | [ 24 ]        |
| 7   | Daisey Bailey            | Supercentenária                       | Estados Unidos | 1896         | [ 25 ]        |
| 7   | Leonardo                 | Cantor nativista                      | Brasil         | 1938         | [ 26 ]        |
| 7   | Mary Josephine Ray       | Supercentenária                       | Estados Unidos | 1895         | [ 27 ]        |
| 7   | Newton Kulundu           | Político                              | Quênia         | 1948         | [ 28 ]        |
| 7   | Patrick Topaloff         | Ator                                  | França         | 1944         | [ 29 ]        |
| 7   | Sergo Mikoyan            | Historiador                           | Rússia         | 1929         | [ 30 ]        |
| 8   | Guy Lapébie              | Ciclista                              | França         | 1916         | [ 31 ]        |
| 9   | Bartholomew Opoku        | Futebolista                           | Gana           | 1990         | [ 32 ]        |
| 9   | Henry Wittenberg         | Lutador                               | Estados Unidos | 1918         | [ 33 ]        |
| 9   | Teresa Gutiérrez         | Atriz                                 | Colômbia       | 1928         | [ 34 ]        |
| 10  | Corey Haim               | Ator                                  | Estados Unidos | 1971         | [ 35 ]        |
| 10  | Dorothy Janis            | Atriz                                 | Estados Unidos | 1910         | [ 36 ]        |
| 11  | Hans van Mierlo          | Político                              | Países Baixos  | 1931         | [ 37 ]        |
| 12  | Glauco                   | Cartunista                            | Brasil         | 1957         | [ 38 ]        |
| 12  | Miguel Delibes           | Escritor                              | Espanha        | 1920         | [ 39 ]        |
| 13  | He Pingping              | Homem mais baixo do mundo             | China          | 1988         | [ 40 ]        |
| 14  | Corsica Joe              | Lutador                               | Estados Unidos | 1920         | [ 41 ]        |
| 14  | Edmund Dinis             | Político                              | Estados Unidos | 1924         | [ 42 ]        |
| 14  | Felipe Sapag             | Político                              | Argentina      | 1917         | [ 43 ]        |
| 14  | Janet Simpson            | Atleta                                | Estados Unidos | 1944         | [ 44 ]        |
| 14  | Peter Graves             | Ator                                  | Estados Unidos | 1926         | [ 45 ]        |
| 15  | Charlie Ashcroft         | Futebolista                           | Inglaterra     | 1926         | [ 46 ]        |
| 15  | Sam Mtukudzi             | Músico                                | Zimbabwe       | 1988         | [ 47 ]        |
| 16  | Ksenija Pajčin           | Cantora                               | Sérvia         | 1977         | [ 48 ]        |
| 17  | Alex Chilton             | Músico                                | Estados Unidos | 1950         | [ 49 ]        |
| 17  | Wayne Collett            | Atleta                                | Estados Unidos | 1949         | [ 50 ]        |
| 18  | Fess Parker              | Ator                                  | Estados Unidos | 1924         | [ 51 ]        |
| 18  | Joseph Ettedgui          | Estilista                             | Marrocos       | 1936         | [ 52 ]        |
| 18  | Konstantin Yeryomenko    | Jogador de futsal                     | Rússia         | 1970         | [ 53 ]        |
| 19  | Carlo Chenis             | Bispo                                 | Itália         | 1954         | [ 54 ]        |
| 19  | Raúl de la Torre         | Cineasta                              | Argentina      | 1938         | [ 55 ]        |
| 20  | Dina Di                  | Rapper                                | Brasil         | 1976         | [ 56 ]        |
| 20  | Fernando Iório Rodrigues | Bispo                                 | Brasil         | 1929         | [ 57 ]        |
| 20  | Girija Prasad Koirala    | Político                              | Nepal          | 1922         | [ 58 ]        |
| 21  | Wolfgang Wagner          | Diretor do Festival de Bayreuth       | Alemanha       | 1919         | [ 59 ]        |
| 22  | James Black              | Cientista, Nobel de Medicina          | Escócia        | 1924         | [ 60 ]        |
| 22  | Valentina Tolkunova      | Cantora                               | Rússia         | 1946         | [ 61 ]        |
| 23  | Jiro Nagasawa            | Nadador                               | Japão          | 1932         | [ 62 ]        |
| 23  | José Maria Nunes         | Cineasta                              | Portugal       | 1929         | [ 63 ]        |
| 23  | Kaljo Põllu              | Artista                               | Estónia        | 1934         | [ 64 ]        |
| 23  | Kanu Sanyal              | Revolucionário                        | Índia          | 1929         | [ 65 ]        |
| 23  | Lauretta Masiero         | Atriz                                 | Itália         | 1929         | [ 66 ]        |
| 23  | Wayne Patrick            | Jogador de futebol americano          | Estados Unidos | 1946         | [ 67 ]        |
| 24  | Oswaldo Frota-Pessoa     | Cientista                             | Brasil         | 1917         | [ 68 ]        |
| 24  | Robert Culp              | Ator e roteirista                     | Estados Unidos | 1930         | [ 69 ]        |
| 26  | Speedfreaks              | Rapper                                | Brasil         | 1973         | [ 70 ]        |
| 27  | Dick Giordano            | Quadrinista                           | Estados Unidos | 1932         | [ 71 ]        |
| 27  | Peter Herbolzheimer      | Músico                                | Alemanha       | 1935         | [ 72 ]        |
| 27  | Vasily Smyslov           | Enxadrista                            | Rússia         | 1921         | [ 73 ]        |
| 28  | Derlis Florentín         | Futebolista                           | Paraguai       | 1984         | [ 74 ]        |
| 28  | June Havoc               | Atriz                                 | Estados Unidos | 1913         | [ 75 ]        |
| 29  | Armando Nogueira         | Jornalista                            | Brasil         | 1928         | [ 76 ]        |
| 30  | John Bunch               | Músico                                | Estados Unidos | 1921         | [ 77 ]        |
| 31  | Jerald terHorst          | Jornalista                            | Estados Unidos | 1922         | [ 78 ]        |